# 石川素樹
石川 素樹（いしかわ もとき、1980年3月30日 - ）は、日本の建築家、デザイナー、クリエイティブ・ディレクター。

株式会社石川素樹建築設計事務所代表取締役。

## 人物
1980年東京生まれ。手嶋保建築事務所を経て2009年に石川素樹建築設計事務所を設立。

建築、インテリアから家具、プロダクトまで幅広い領域でデザインを手がける。

日本建築家協会東北住宅大賞優秀賞、日本建築士会連合会賞奨励賞、

日本建築学会作品選集新人賞、iF DESIGN AWARD Gold Award など受賞多数。

著書に「ELEMENTS 5つの建築 5つの断章」(ohm社)

祖父は作家の石川淳、兄は写真家の石川直樹。

## 主な作品
- 2021年 中町の家

- 2019年 十文字町の家

- 2018年 中央の家[1]

- 2018年 桜丘町ビル[1]

- 2017年 望月商店[1][2]

- 2017年 南荻窪の家[1][3]

- 2016年 西参道テラス[1][2]

## 受賞
- 第14回日本建築家協会東北住宅大賞優秀賞[4]

- Architecture MasterPrize 2021 Winner[5]

- ICONIC AWARDS 2021 Winner[6]

- 第34回秋田の住宅コンクール日本建築家協会東北支部秋田地域会長賞 [7]

- GERMAN DESIGN AWARD 2021 Special Mention[8]

- 第47回日本建築士会連合会賞奨励賞[9]

- 2019年 日本建築学会作品選集新人賞[10]

- A'Design Award & Competition 2019 Gold Award [11]

- iF DESIGN AWARD 2019 Gold Award [12]

- 浜松ウッドコレクション2018入賞[13]

- DFA Design for Asia Awards 2018 Bronze Award[14]

- JCDデザインアワード2018 BEST100[15]

- 第44回東京建築賞奨励賞[16]

- 第21回木材活用コンクール都市景観賞[17]

- ウッドデザイン賞2017[18]

- 2017年度グッドデザイン賞[19]

- 2014年度グッドデザイン賞[20]

- 第27回住まいのリフォームコンクール優秀賞[21]

## 活動
- 2022年 tatema
- 2021年 S2M
- 2020年 MADE BY ARCHITECT

## 展覧会
- 2023年 FORMS（プリズミックギャラリー）

## 著書
- ELEMENTS 5つの建築 5つの断章 [1]（Ohm社）